# Mârșa (Roumanie)
Pour les articles homonymes, voir Marsa.
Mârșa est une commune située au nord-ouest du comté de Giurgiu, en Munténie, en Roumanie. Il est composé d'un seul village du même nom.

## Histoire
L'étymologie est méconnue : le mot roumain mârșă, signifiant « leurre » ou « appât », n'a probablement rien à voir avec l'origine du nom.
Selon l'édition 1901 du Grand dictionnaire géographique roumain (ro) , Mârșa était au XIXe siècle une commune rurale située dans la vallée de Drîmbovnic (aujourd'hui Dâmbovnic (en)), une partie du district de Neajlov (Plasa Neajlov) dans le comté de Vlașca (en). Elle fut la propriété de la famille Bolintineanu, dans laquelle le poète Dimitrie Bolintineanu est né. Elle fut plus tard divisée entre Mîrșia-din-Deal, la propriété de R. Dumitriu (plus tard donné en tant que dot à C. Nacu) et Mîrșia- din-Vale, la propriété de Nicolae Cioflic.

## Géographie
La commune est située dans la plaine de Găvanu-Burdea sur la rive droite du fleuve Dâmbovnic. Elle est traversée par la route départementale DJ601 reliant Bucarest (45 km à l'Est) à Videle (10 km au Sud).
Dans le côté nord du village, on peut voir des puits de pétrole en exploitation. Les terres agricoles sont bonnes pour les cultures intensives si elles sont correctement irriguées, en particulier pendant les étés secs.

## Culture

### Archives archéologiques nationales
- Peuplement de Tei - logements civils de l'âge du bronze, à la périphérie du village, côté droit de la route de Roata de Jos, au nord de la vallée de Gitonei.
- Colonie de Dridu - logement civil de l'époque médiévale - VIIIe siècle apr. J.-C. (à la périphérie du village, côté droit de la route de Goleasca)[3].

### Monuments historiques
- Église orthodoxe Sf. Nicolae (~ 1890)
- Manoir N. Cioflic - renommé plus tard Oscar Han (1850)
- Manoir Dr Lazarovici - connu aujourd'hui comme dispensaire (XIXe siècle) [4]